# Geschiedenis van de Verenigde Staten (1918-1941)
Gedesillusioneerd door het falen in de periode na de oorlog om de hoge idealen te bereiken die door president Woodrow Wilson waren nagestreefd, koos het Amerikaanse volk wederom voor isolationisme: het richtte zijn aandacht uitsluitend nog op binnenlandse aangelegenheden en die van het westelijk halfrond. Dit leidde onder andere tot een uniek moreel geïnspireerd experiment: de Drooglegging, ofwel een compleet grondwettelijk verbod op de consumptie van alcohol. Dit bleek echter tot een even unieke opleving in de illegale productie en handel in alcoholica te leiden, waar veel gangsters van profiteerden; in 1933 werd deze grondwetswijziging weer teruggedraaid.
Tijdens de roerige jaren twintig (de roaring twenties) beleefde de VS een ongekende opgang in culturele en economische zin; de euforie werd wreed verstoord door de beurscrash van 1929. De Grote Depressie die hierop volgde bereikte in 1933 een treurig dieptepunt zonder dat het hierna echt beter ging. Dit ondanks pogingen van de presidenten Hoover en vooral Franklin Delano Roosevelt met zijn New Deal, die met grootschalige overheidsprojecten de werkloosheid te lijf ging.
Hollywood werd in deze periode een begrip rond de wereld en de eerste gesproken film The Jazz Singer verscheen in 1927. Ook werden de eerste Academy Awards, de zogenaamde Oscars uitgereikt. Politiek waren de jaren 30 het tijdperk van vooral Roosevelt met zijn New Deal. Hij was de eerste en enige president die het precedent van George Washington overtrad door zich na twee termijnen wederom herkiesbaar te stellen. Later zou dit wettelijk onmogelijk gemaakt worden.
Het isolationisme zorgde er aanvankelijk voor dat de VS zich militair buiten de Tweede Wereldoorlog hielden. Wel werd er via de Lend-Lease Act geld en materiaal naar Groot-Brittannië gestuurd. De Japanse aanval op Pearl Harbor in 1941 zorgde ervoor dat Amerika ook actief ging deelnemen aan de Tweede Wereldoorlog.
Geschiedenis van: Antigua en Barbuda · Bahama's · Barbados · Belize · Canada · Costa Rica · Cuba · Dominica · Dominicaanse Republiek · El Salvador · Grenada · Groenland · Guatemala · Haïti · Honduras · Jamaica · Mexico · Nicaragua · Puerto Rico · Saint Kitts en Nevis · Saint Lucia · Saint Vincent en de Grenadines · Trinidad en Tobago · Verenigde Staten